# Léopold Genicot
Pour les articles homonymes, voir Genicot.
Léopold Genicot, né à Forville le 18 mars 1914 et mort à Ottignies le 11 mai 1995, est un historien médiéviste belge et un militant wallon.

## Biographie
Titulaire d'une licence en économie politique, archiviste et paléographe travaillant aux Archives de l'État à Namur (1935-1944), Léopold Genicot présente sa thèse de doctorat à l'université catholique de Louvain en 1937. Il est chargé de cours en 1944, puis professeur ordinaire à l'UCL de 1947 à 1984. Il y enseigne la critique historique, l'histoire de Belgique, celle du Moyen Âge et l'histoire de la Wallonie.
Il dirige la première Histoire de la Wallonie édité par Privat en 1973.
Il est militant catholique et wallon, membre de Rénovation wallonne et du Rassemblement wallon, candidat aux élections européennes.
Il est l'auteur de l'ouvrage Les lignes de faîte du Moyen Âge (1950).
Il signe en 1983 le Manifeste pour la culture wallonne.
Léopold Genicot est le père de l'historien de l'architecture Luc-Francis Genicot et le grand oncle de Garance Genicot et Frédérique Genicot.

## Publications
- Encyclopédie du Mouvement wallon, Charleroi : IJD, 2000, tome 2, p. 708-709
- Histoire des routes belges depuis 1704, Bruxelles, 1948
- Naissance, fonction et richesse dans l'ordonnance de la société médiévale. Le cas de la Noblesse du Nord-Ouest du Continent, Louvain ; Gand : Centre belge d'histoire rurale, no 14, 1968
- Le XIIIe siècle européen, Nouvelle Clio, no 18, Puf, 1968
- Racines d'espérances. Vingt siècles en Wallonie par les textes, les images et les cartes, Didier Hatier, 1986
- La Wallonie : un passé pour un avenir. Écrits politiques wallons, Ed. Jules Destrée, 1986
- Critique historique, coll. Pédasup, Academia - Erasme, Louvain-la-Neuve, 1986
- Les lignes de faîte du Moyen Âge, Casterman Paris, 1966
- Calme Hesbaye, Mon village en Namurois 1920-1930, Bruxelles, Didier Hatier, 1992 (ISBN 2-87088774-4, OCLC 68599749)

## Distinctions
- 1974 : prix Thérouanne[2] pour L'Histoire de la Wallonie.
- 1985 : Prix quinquennal du FNRS
- Officier du Mérite wallon (O.M.W.) à titre posthume en 2012.